# 4-甲基环己烷甲醇
4-甲基环己烷甲醇（MCHM）是一种有机化合物，化学式为CH3C6H10CH2OH。它是一种无色油状液体，具有浅薄荷样的醇味。

## 合成
4-甲基环己烷甲醇最初于1908年由甲基环己烷甲酸酯的布沃-布朗还原反应制得。
它也在对苯二甲酸二甲酯的氢化制备1,4-环己烷二甲醇的过程中作为副产物（~1%）生成。
C6H4(CO2CH3)2  +  8 H2   →   CH3C6H10CH2OH  +  2 CH3OH  +  H2O